# قلعة أمير
قلعة أمير (بالفارسية: قلعه امیر) هي قرية تقع في Golestan Rural District في إيران. يقدر عدد سكانها بـ 1,592 نسمة .